# Bond van Wapenbroeders
De Bond van Wapenbroeders is een Nederlandse organisatie van veteranen. De bond is tot stand gekomen omdat de oudere, erg versplinterde, organisaties van veteranen steeds meer gingen samenwerken en uiteindelijk fuseerden. 
De organisatie heette tot 1980 Nederlandse Bond van Oud-Strijders - Veteranen Legioen Nederland en was een organisatie van Nederlandse veteranen uit verschillende militaire conflicten in de 20e eeuw.
De Nederlandse Bond voor Oud-Strijders en Dragers van het Mobilisatiekruis was een in 1950 ontstane vereniging. Het Veteranen Legioen Nederland was een organisatie van Nederlandse veteranen uit diverse conflicten: de Eerste Wereldoorlog, de Tweede Wereldoorlog, de politionele acties, de Korea-oorlog en de strijd om Nieuw-Guinea in 1962. Beide organisaties fuseerden in 1978. De huidige naam werd in 1980 aangenomen.

## Voorgeschiedenis
De oudste van de verenigingen van veteranen, de Nationale Bond "Het Mobilisatiekruis 1914-1918, stamde van vlak na de Eerste Wereldoorlog toen Nederland weliswaar neutraal was maar een groot paraat leger bezat om die neutraliteit te kunnen handhaven. Voor de gemobiliseerden in de Eerste Wereldoorlog was een Mobilisatiekruis ingesteld. Niet alle indertijd gemobiliseerden bezaten dat kruis omdat men het zelf moest aanvragen en zelf moest betalen.
Zelf heeft het bestuur van de Bond van Wapenbroeders een Verenigingskruis van Verdienste van de Bond van Wapenbroeders en een Bondsmedaille van de Bond van Wapenbroeders ingesteld.
De Nederlandse Bond voor Oud-Strijders en de Nationale Bond "Het Mobilisatiekruis 1914-1918 fuseerden in 1950. Zo ontstond de Nederlandse Bond voor Oud-Strijders en Dragers van het Mobilisatiekruis. Deze bond fuseerde op 7 oktober 1978 met het Veteranen Legioen Nederland. Zo ontstond de Nederlandse Bond van Oud-Strijders - Veteranen Legioen Nederland. Het Veteranen Legioen Nederland was het resultaat van de fusie van de Nederlandse Bond voor Oud-Strijders en het Veteranenlegioen.
Op 10 mei 1986 werd de naam van wat nu de "Nederlandse Bond van Oud-Strijders - Veteranen Legioen Nederland" was opnieuw gewijzigd: de bond heet sindsdien heel eenvoudig de "Bond van Wapenbroeders". Deze bond staat open voor veteranen uit alle conflicten, al zijn er nu geen gemobiliseerden uit de Eerste Wereldoorlog meer in leven.